# ميشيل فيرمولين
ميشيل فيرمولين (بالفرنسية: Michel Vermeulin )‏ (و. 1934  م) هو راكب دراجة هوائية فرنسي، ولد في مونتروي ، سين سان دوني، شارك في الألعاب الأولمبية الصيفية 1956، وركوب الدراجات في الألعاب الأولمبية الصيفية 1956 – فريق رجال سباق الطريق ‏.

## سباقات أو مراحل فاز بها
| التاريخ        | السباق                                                             | المركز                  |
| -------------- | ------------------------------------------------------------------ | ----------------------- |
| 01 يناير 1956  | سباق الطريق لفرق الرجال في ركوب الدراجات الأولمبية الصيفية 1956    | الفائز في التصنيف العام |
| 01 يناير 1956  | ركوب الدراجات في الألعاب الأولمبية الصيفية 1956 – فريق رجال مطاردة | المركز الثاني           |
| 21 سبتمبر 1958 | جراند بريكس دي نيشنز 1958                                          | المركز الثالث           |
| 20 سبتمبر 1959 | جراند بريكس دي نيشنز 1959                                          | الثامن في التصنيف العام |
| 31 يوليو 1960  | جي بي دي فورميس 1960                                               | الفائز في التصنيف العام |

## روابط خارجية
- ميشيل فيرمولين على موقع أرشيف الدراجات (الإنجليزية)
- ميشيل فيرمولين على موقع إحصائيات الدراجات الإحترافية (الإنجليزية)
- ميشيل فيرمولين على موقع أوليمبيديا (الإنجليزية)